# Bâtiment de l'ancien hôtel de ville de Smederevo
Le bâtiment de l'ancien hôtel de ville de Smederevo (en serbe cyrillique : Зграда старог Општинског дома у Смедереву ; en serbe latin : Zgrada starog Opštinskog doma u Smederevu) se trouve à Smederevo, dans le district de Podunavlje, en Serbie. Il est inscrit sur la liste des monuments culturels protégés de la république de Serbie (identifiant no SK 704).

## Présentation

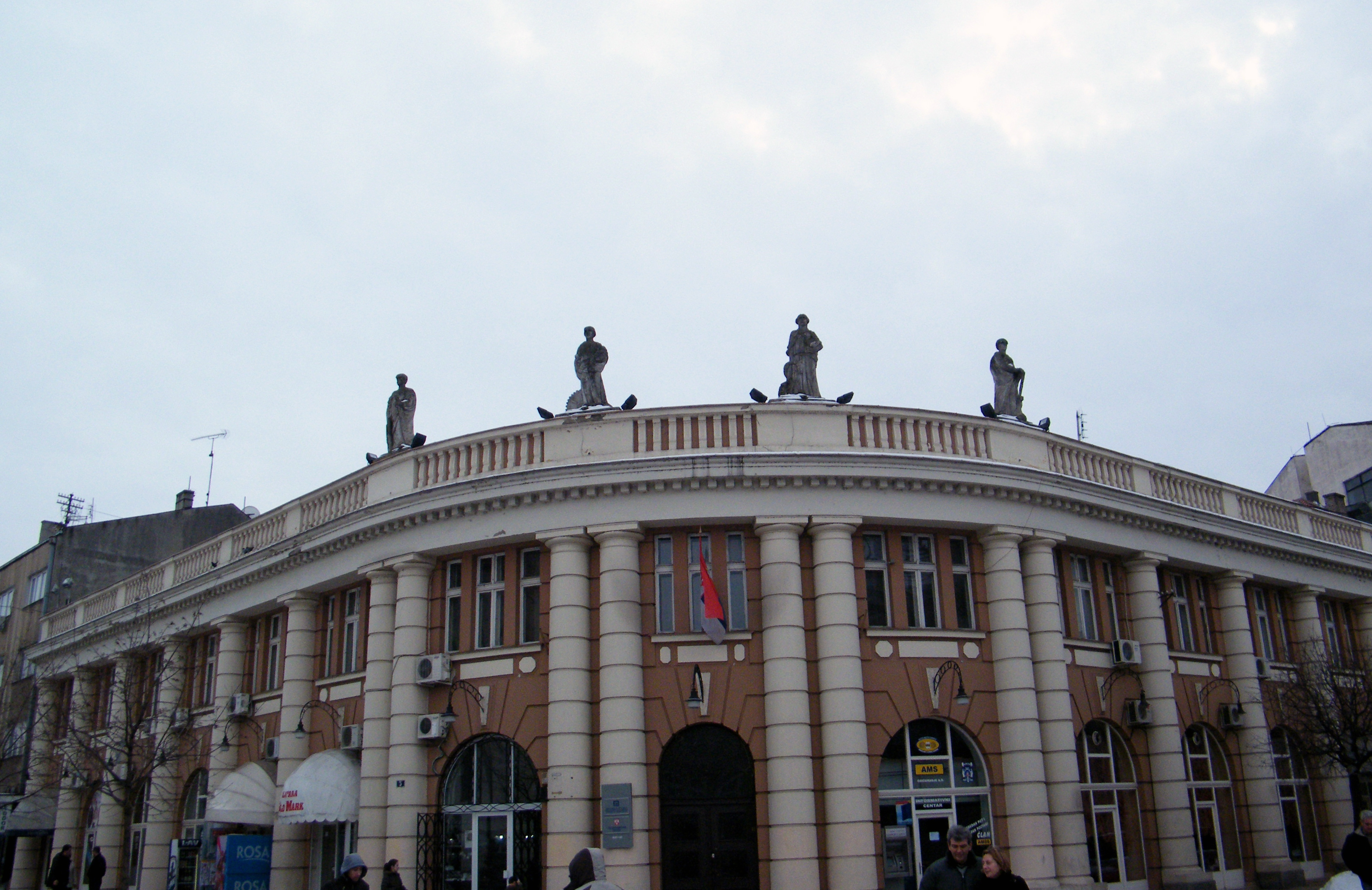
Détail de la façade d'angle.

Sur la proposition des conseillers municipaux et de l'« Association des bienfaiteurs », le bâtiment de l'ancien hôtel de ville a été financé et construit en 1928 selon un projet de l'architecte russe et académicien Nikolaï Krasnov, à l'angle des anciennes rues Vožda Karađorđa et Kralja Aleksandra.
L'édifice se présente comme une structure massive et représentative à la verticalité accentuée. Il est constitué d'un sous-sol situé sous une partie du bâtiment, d'un rez-de-chaussée et d'un étage. Sur l'actuelle Trg Republike (« place de la République »), une sculpture représentant des Baigneuses est due à Aleksandar Zarin. Verticalement, les façades sont rythmées par des piliers massifs, groupés deux à deux dans la façade d'angle ; au-dessous-du toit court une corniche surmontée d'une balustrade ; à l'angle se dressent quatre figures qui personnifient la justice, le travail, la science et la culture.
À l'intérieur du bâtiment se trouve une salle qui servait autrefois de lieu de réunion pour l'assemblée municipale et qui est devenue une salle de cinéma.
L'architecture de l'ensemble est caractéristique de l'éclectisme novateur de la fin des années 1920.